# ماير روبرت غاغنهايم
ماير روبرت غاغنهايم (بالإنجليزية: Meyer Robert Guggenheim) هو دبلوماسي أمريكي، ولد في 17 مايو 1885 في نيويورك في الولايات المتحدة، وتوفي في 16 نوفمبر 1959.